# Mateusz Wróblewski
Mateusz Wróblewski herbu Ślepowron – wojski brasławski w latach 1673–1704.
W 1674 roku był elektorem Jana III Sobieskiego z Księstwa Żmudzkiego.